# The Harder They Come (chanson)
Pour les articles homonymes, voir The Harder They Come.
Singles de Jimmy Cliff
Sitting in Limbo
(1972) Struggling Man
(1972)
The Harder They Come est une chanson du chanteur de reggae jamaïcain Jimmy Cliff, qui l'a écrite et enregistrée spécifiquement pour la bande originale du film The Harder They Come sorti en 1972. Dans le film, elle est censée avoir été écrite par le personnage principal, Ivanhoe Martin.
La chanson est aussi sortie en single, sur le label Mango Records en mars 1975. En France, le single se vendra à 94 000 exemplaires 
En 2004, Rolling Stone a classé cette chanson, dans la version originale de Jimmy Cliff, 341e sur sa liste des « 500 plus grandes chansons de tous les temps » (en 2010, le magazine rock américain a mis à jour sa liste, maintenant la chanson est 350e). Elle est également sélectionnée par le Rock and Roll Hall of Fame, en 1995, comme l'une des « 500 chansons qui ont façonné le rock 'n' roll ».
Le film et la chanson sont l'objet d'un livre de Bruno Blum illustré par les photos extraites du film, contenant le DVD du film et des détails sur tous les participants au film, Jimmy Cliff compris, les musiciens et le processus de composition de la célèbre chanson.

## Composition
La chanson a été écrite et l'enregistrement a été produit par Jimmy Cliff lui-même.

## Reprises
La chanson a été reprise par de nombreux artistes. Elle a été adaptée et interprétée en français par Eddy Mitchell sous le titre Le Maître du monde en 1976.

### Version de Joe Jackson
Singles de Joe Jackson Band
Kinda Kute
(1980) Mad at You
(1980)
Joe Jackson l'a énregistrée avec son groupe Joe Jackson Band. Leur version est sortie en single en 1980.

### Version de Rockers Revenge
La version de Rockers Revenge featuring Donnie Calvin (en)  est sortie en single en 1983.

### Version de Madness
Singles de Madness
My Girl
(1992) Night Boat to Cairo
(1993)
En 1992, la chanson a été enregistrée en concert et sortie en single par le groupe anglais Madness. Cette version a atteint la 44e place au Royaume-Uni,.